# Гертруда Денман Баронесс Денман

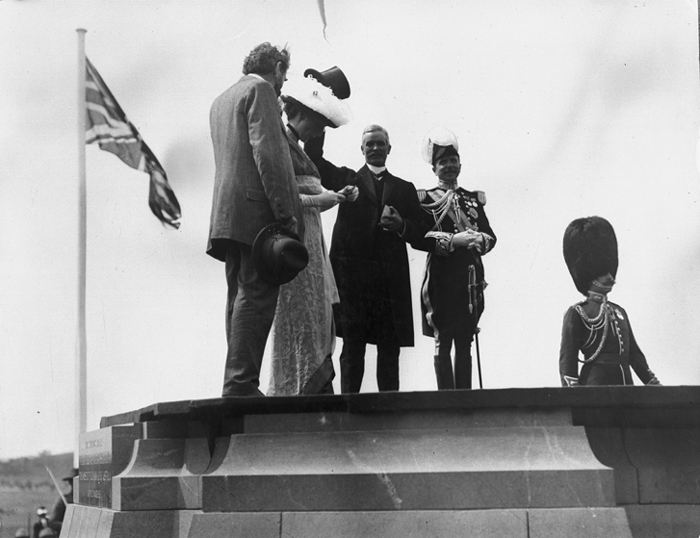
Леді Денман читає аркуш паперу, на якому написано назву столиці Австралії, на церемонії 12 березня 1913 року. До церемонії назва трималася в найсуворішому секреті. Потім вона оголосила ім'я Канберра. Справа наліво: міністр внутрішніх справ Кінг О'Меллі; прем'єр-міністр Ендрю Фішер; Гертруда Денман та її чоловік, генерал-губернатор лорд Денман

Гертурда Мері Денман, баронеса Денман (англ. Gertrude Mary Denman, Baroness Denman, 7 листопада 1884 — 2 червня 1954), до шлюбу Пірсон (англ. Pearson) — британська активістка, феміністка, суфражистка, Дама Великого Хреста. Дружина 3-го барона Денмана, п'ятого генерал-губернатора Австралії. У 1913 році Гертруда Денман офіційно дала назву столиці Австралії Канберра.

## Ранній життєпис
Гертруда (Труді) народилася 1884 року другою дитиною і єдиною донькою в родині Вітмана та Енні Пірсон (пізніше віконта та віконтеси Коурді). Її батько був успішним підприємцем, який спочатку займався будівництвом, а пізніше розробкою нафтових родовищ у Мексиці, виробництвом боєприпасів під час Першої світової війни, будівництвом Сеннарської дамби на Нілі, видобутком вугілля та виданням газет. Вітман був членом ліберальної партії і підтримував вільну торгівлю, Гомруль та жіноче виборче право. Мати, Енні Пірсон, була донькою фермера з Брадфорда в Йоркширі, феміністкою, активісткою Жіночої ліберальної федерації.
Незадовго до народження Гертруди Пірсони переїхали до Лондона; на той час вони вже мали дворічного сина Гарольда. У 1887 і 1891 роках у Пірсонів народилося ще два хлопчики. Через те, що батькові по роботі весь час доводилося їхати в різні кінці земної кулі, діти рідко бачили своїх батьків та їх вихованням займалися няньки та гувернантки. У 1894 році, коли Гертруді було десять років, її батько став баронетом і купив сучасний особняк Педдокгерст у Сассексі.
Гертруда продовжила навчання в Лондоні, спочатку в денній школі, розташованій на Квінс-Гейт, а пізніше вдома на Карлтон-Гаус-Террас. Брати ж її навчалися за кордоном. У 16-річному віці вона закінчила своє навчання в інституті шляхетних дівчат у Дрездені.

## Шлюб
У 1902 році Гертруда познайомилася з Томасом Денманом на балу в Лондоні. 28-річний ліберал, лорд Денман був сином сассекського сквайра і успадкував своє баронство від свого двоюрідного дядька, коли йому було 20 років. Денман був поранений офіцером у другій англо-бурській війні та повернувся додому, почав займатися політикою. Лорд Денман залицявся до 18-річної Труді, яка насолоджувалася його товариством; але коли він запропонував одружитися, вона спочатку відмовила. Під певним тиском з боку її батьків залицяння продовжилися, і в серпні 1903 року пара заручилася в замку Бремар в Абердинширі. Церемонію одруження провів єпископ Чичестерський 26 листопада 1903 року в соборі Святої Маргарити у Вестмінстер.
У 1905 році Гертруда Денман народила свого первістка Томаса. Пізніше того ж року сер Вітман купив Гертруді її власний маєток Балкомб у Суссексі. Будинок, Balcombe Place, мав стати будинком Денман до кінця її життя. Її друга дитина, Джудіт, народилася в Балкомбі в 1907 році.

## Суфражизм
У травні 1908 року леді Денман була обрана до виконавчого комітету Ліберальної федерації жінок. Молода й недосвідчена Труді приєдналася до комітету з кількома старшими членкиняи. Її мати, леді Пірсон, багато років працювала у виконавчому комітеті разом з його президенткою леді Карлайл, леді Аберконвей і місіс Бродлі Рейд.
Жіноча ліберальна федерація займалася питанням виборчого права для жінок протягом 1908 року і до початку 1909 року. Питання виборчого права було відкладено для Ліберальної федерації жінок, коли Народний бюджет, представлений Ллойд Джорджем у квітні 1909 року, поставив більш нагальну проблему для лібералів і згодом прискорив загальні вибори в січні 1910 року.
Після завершення виборів виконавча влада Ліберальної федерації жінок змогла знову звернутись до питання виборчого права, і Труді Денман активно підтримувала відмову виконавчої влади підтримати ліберальних кандидатів у парламент. На щорічних зборах Федерації 1910 року вона була переобрана до Виконавчого органу з більшою кількістю голосів і висловилася за резолюцію щодо обмеження права вето Палати лордів. Наприкінці 1910 року її чоловік Денман став п'ятим генерал-губернатором Австралії після графа Дадлі.

## Австралія
Наприкінці червня 1911 року Денмани залишили Лондон та вирушили до Марселя, звідки відпливли до Мельбурна, прибувши туди 31 липня. Діти Денманів прибули пізніше, їх відправили через мис, щоб уникнути спеки Червоного моря. Подружжя Денманів прийняли прихильно, незважаючи на тенденцію австралійської преси кепкувати над англійцями, і лорд Денман встановив щирі стосунки з лідером лейбористського уряду Ендрю Фішером і його генеральним прокурором Біллі Г'юзом.
Окрім великої кількості офіційних зустрічей, які леді Денман мала відвідувати як дружина генерал-губернатора, вона також знаходила час, щоб ознайомитися з Національною радою жінок кожного штату. Леді Денман зустрілася з радами в усіх штатах і заохочувала їх на їхній першій міждержавній конференції в 1912 році збиратися разом щорічно, щоб усі могли координувати свою діяльність.
Серед інших її інтересів був Мельбурнський репертуарний театральний клуб, заснований Греганом МакМегоном, який вона підтримувала, відвідуючи постановки, розважаючи компанію в Будинку уряду та допомагаючи їхнім зусиллям зібрати кошти. Труді також організувала виставку старих меблів, срібла та фарфору, що відбулася в Будинку уряду в квітні 1914 року. Вона зібрала понад 500 експонатів, багато з яких зі своєї власної колекції та колекції її подруги, оперної співачки Неллі Мелби. Виставка мала великий успіх, її відвідали понад 20 000 людей протягом десяти днів, а прибуток розділили між Театральним клубом і Товариством мистецтв і ремесел.
11 березня 1913 року леді Денман супроводжувала свого чоловіка та решту віцекоролівської групи до району Ясс-Канберра в Новому Південному Уельсі для участі урочистої церемонії відкриття нової столиці Австралії. Деякий час до самої церемонії назва нової столиці була предметом суперечок. Було висунуто багато імен, але обране Кабінетом міністрів трималося в таємниці навіть від генерал-губернатора до моменту його оголошення. Назва трималася в суворій таємниці до церемонії. Потім вона оголосила назву, Канберра.
У той час як Труді Денман та діти прийняли життя в Австралії та максимально використали можливості, які воно надавало, чоловік вважав його некомфортним через погіршення здоров'я. Він часто лежав у ліжку через застуду та астму, а його поліноз був серйозним через цвітіння національної квітки Австралії — Acacia pycnantha, насиченої пилком. На початку листопада 1913 року лорд Денман оголосив міністру колоній лорду Гаркорту про своє бажання піти у відставку. Зрештою його прохання було прийнято, і Денмани покинули Австралію серед шквалу хвалебних прощальних звернень у травні 1914 року.

## Перша світова війна
Коли Денмани повернулися до Британії в 1914 році, почалася Перша світова війна. У серпні лорд Денман прийняв командування полком графства Лондон (Міддлсекс) Йоманрі. Леді Денман взяла участь у військовій благодійній організації «Товариство допомоги пораненим солдатам та морякам». Патроном товариства була королева Олександра як свого патрона, а також членів комітету — фельдмаршала лорда Ґренфелла і адмірала лорда Чарльза Бересфорда та дружин інших провідних адміралів і генералів. Товариство діяло у будинку Гертруди за адресою: Букінгемські ворота, 4, де Труді перетворила бальний зал на пакувальний центр. Волонтери зустрічали всі лікарняні потяги та кораблі й забезпечували всі службові лікарні безкоштовним ліками. Ґертруда Денман стала головою Товариства в 1916 році, і до того часу, як вона пішла у відставку через інші зобов'язання в 1917 році, було розповсюджено близько 265 мільйонів сигарет та інших курильних матеріалів.
У другій половині 1916 року леді Денман прийняла посаду голови підкомітету Жіночого інституту Товариства сільськогосподарської організації. У 1917 році керівництво рухом Жіночого інституту, що розширювався, було передано Жіночому відділенню Департаменту виробництва продуктів харчування Управління сільського господарства, який був створений для формування Жіночої сухопутної армії..
У 1917 році Гертруда Денман стала першим президентом Національної федерації жіночих інститутів, і займала цю посаду до 1946 року. Вона була першим головою Асоціації планування сім'ї, президентом Ледіс Гольф Союзу, членом виконавчого комітету Земельної асоціації, довіреною особою Carnegie United Kingdom Trust і директором Westminster Press.Під час Другої світової війни вона була директором Жіночої сухопутної армії.

## Смерть
Гертруда Денман померла 2 червня 1954 року на 70-мц році життя. Її чоловік помер через 22 дні 24 червня 1954 року.

## Спадщина
У 1911 році на честь Гертруди був названий пором Леді Денман, який використовувався в Сіднейській бухті до 1979 року. В даний час цей пором є однією з головних визначних пам'яток у комплексі спадщини Леді Денман, побудованому в Хаскіссоні (Новий Південний Уельс). Також на її честь були названі: Леді Денман Драйв — основна дорога, що з'єднує Канберру та коледж Денмана, що входить до системи Національної федерації жіночих інститутів. У 2012 році на честь Леді Денман та Лорда Денмана було названо передмістя Канберри Денман Проспект.